# Danh sách nhà báo Ý
Đây là một danh sách các nhà báo từ Ý:
Đây là một danh sách chưa hoàn tất, và có thể sẽ không bao giờ thỏa mãn yêu cầu hoàn tất. Bạn có thể đóng góp bằng cách mở rộng nó bằng các thông tin đáng tin cậy.

## Thế kỷ thứ 20

### A–B
- Francesco Alberoni
- Barbara Alberti
- Luigi Albertini
- Magdi Allam
- Ilaria Alpi
- Corrado Alvaro
- Giulio Andreotti
- Alberto Angela
- Piero Angela
- Claudio Angelini
- Giovanni Battista Angioletti
- Lucia Annunziata
- Gaetano Arfé
- Bruno Arpaia
- Giovanni Arpino
- Sergio Atzeni
- Corrado Augias
- Enzo Baldoni
- Eugenio Balzan
- Paolo Barnard
- Antonio Barolini
- Ezio Bartalini
- Cesare Battisti
- Roberto Beccantini
- Oliviero Beha
- Maurizio Belpietro
- Arrigo Benedetti
- Stefano Benni
- Enrico Benzing
- Paolo Bertolucci
- Tommaso Besozzi
- Enzo Bettiza
- Alberto Bevilacqua
- Enzo Biagi
- Michele Bianchi
- Luciano Bianciardi
- Fausto Biloslavo
- Aldo Biscardi
- Giorgio Bocca
- Italo Bocchino
- Laura Boldrini
- Adriano Bolzoni
- Franco Bomprezzi
- Laudomia Bonanni
- Ivanoe Bonomi
- Giuseppe Antonio Borgese
- Roberto Bortoluzzi
- Giovanna Botteri
- Gianni Brera
- Paolo Brera
- Federico Buffa
- Dino Buzzati

### C–D
- Pietro Calabrese
- Piero Calamandrei
- Novella Calligaris
- Achille Campanile
- Candido Cannavò
- Paolo Carbone
- Lianella Carell
- Mario Carli
- Alberto Castagna
- Alberto Cavallari
- Giulio Cerreti
- Gerardo Chiaromonte
- Giulietto Chiesa
- Italo Alighiero Chiusano
- Fausta Cialente
- Antonella Clerici
- Gianni Clerici
- Tristano Codignola
- Daniele Compatangelo
- Massimo Consoli
- Ermanno Corsi
- Maurizio Costanzo
- Tiziano Crudeli
- Maria Cuffaro
- Franco Cuomo
- Susanna Cutini
- Emanuela Da Ros
- Corrado Maria Daclon
- Andrea De Adamich
- Alceste De Ambris
- Augusto De Angelis
- Paolo De Chiesa
- Augusto De Marsanich
- Mauro De Mauro
- Valentina De Poli
- Giuliano De Risi
- Gildo De Stefano
- Dario De Toffoli
- Enrico Deaglio
- Luciano del Castillo
- Ivan Della Mea
- Renzo de' Vidovich
- Tiziano Thomas Dossena

### E–G
- Luigi Einaudi
- Alain Elkann
- Paolo Facchinetti
- Salvatore Falco
- Oriana Fallaci
- Salvatore Farina
- Roberto Farinacci
- Alessandra Farkas
- Giovanni Claudio Fava
- Giuseppe Fava
- Emilio Fede
- Antonio Felici
- Vittorio Feltri
- Giuliano Ferrara
- Lando Ferretti
- Ennio Flaiano
- Paolo Flores d'Arcais
- Vittorio Foa
- Marco Follini
- Francesco Forte
- Mario Fortunato
- Paolo Fox
- Luigi Freddi
- Mario Furlan
- Milena Gabanelli
- Gigi Garanzini
- Guido Gatti
- Alfonso Gatto
- Jas Gawronski
- Roberto Giacobbo
- Oscar Giannino
- Maria Cristina Giongo
- Igino Giordani
- Luca Giurato
- Piero Gobetti
- Gianfranco Goria
- Antonio Gramsci
- Carlo Grande
- Gianni Granzotto
- Ezio Maria Gray
- Gerardo Greco
- Ugo Gregoretti
- Almerigo Grilz
- Mario Gromo
- Lilli Gruber
- Giovannino Guareschi
- Paolo Guzzanti

### H–M
- Daniela Hamaui
- Pietro Ichino
- Pietro Ingrao
- Telesio Interlandi
- Gualtiero Jacopetti
- Rula Jebreal
- Peter Kolosimo
- Alexander Langer
- Vincenzo Lavarra
- Domenico Leccisi
- Gad Lerner
- Gianni Letta
- Giuseppe Leuzzi
- Arrigo Levi
- Mimmo Liguoro
- Giovanni Lilliu
- Massimo Lo Jacono
- Antonio Locatelli
- Paolo Longo
- Giovanni Lurani
- Maria Antonietta Macciocchi
- Stefano Madia
- Lucio Magri
- Mattias Mainiero
- Maria Majocchi
- Curzio Malaparte
- Franco Maria Malfatti
- Giorgio Manganelli
- Raimondo Manzini
- Rosanna Marani
- Claudio Martelli
- Daniele Mastrogiacomo
- Ezio Mauro
- Viviana Mazza
- Giorgia Meloni
- David Messina
- Vittorio Messori
- Paolo Mieli
- Franco Mimmi
- Gianni Minà
- Maurizio Molinari
- Antonio Monda
- Ernesto Teodoro Moneta
- Eugenio Montale
- Indro Montanelli
- Mario Monticelli
- Manlio Morgagni
- Oddino Morgari
- Maurizio Mosca
- Germano Mosconi
- Arnaldo Mussolini
- Benito Mussolini

### N–Q
- Gian Gaspare Napolitano
- Gianluca Attanasio
- Pietro Nenni
- Stanislao Nievo
- Fiamma Nirenstein
- Gabriele Nissim
- Umberto Notari
- Augusto Novelli
- Giuseppe Oddo
- Angelo Oliviero Olivetti
- Alberto Ongaro
- Graziano Origa
- Giancarlo Pallavicini
- Marcello Palmisano
- Marco Pannella
- Michele Pantaleone
- Sergio Panunzio
- Mario Pappagallo
- Goffredo Parise
- Cristina Parodi
- Pier Maria Pasinetti
- Stefania Passaro
- Sandro Paternostro
- Alessandro Pavolini
- Riccardo Pazzaglia
- Carmine Pecorelli
- Carlo Pelanda
- Lea Pericoli
- Nico Perrone
- Sandro Pertini
- Alfonso Perugini
- Arrigo Petacco
- Romina Petrozziello
- Claudio Petruccioli
- Anna Piaggi
- Giorgio Pini
- Fernanda Pivano
- Irene Pivetti
- Bruno Pizzul
- Beniamino Placido
- Roberto Poletti
- Massimo Polidoro
- Mario Praz
- Giuseppe Prezzolini
- Pier Antonio Quarantotti Gambini

### R–S
- Giovanni Raboni
- Pino Rauti
- Lidia Ravera
- Raffaella Reggi
- Camillo Ricchiardi
- Gianni Riotta
- Luisa Rivelli
- Gianni Rocca
- Andrea Romano
- Lalla Romano
- Sergio Romano
- Luigi Romersa
- Pino Romualdi
- Alberto Ronchey
- Rossana Rossanda
- Ernesto Rossi
- Vittorio Giovanni Rossi
- Edmondo Rossoni
- Gianfranco Rotondi
- Antonio Russo
- Carlo Salsa
- Luigi Salvatorelli
- Michele Santoro
- Francesca Sanvitale
- Cinzia Sasso
- Eugenio Scalfari
- Edoardo Scarfoglio
- Giorgio Scerbanenco
- Antonio Sciortino
- Carlo Scorza
- Matilde Serao
- Clara Sereni
- Barbara Serra
- Michele Serra
- Giacinto Menotti Serrati
- Beppe Severgnini
- Giuliana Sgrena
- Giancarlo Siani
- Renato Simoni
- Marino Sinibaldi
- Antonio Socci
- Adriano Sofri
- Franca Sozzani
- Giovanni Spadolini
- Lamberto Sposini
- Domenico Starnone
- Giampietro Stocco
- Francesco Storace
- Mauro Suttora

### T–Z
- Vincenzo Talarico
- Tiziano Terzani
- Michele Tito
- Silvia Toffanin
- Ettore Tolomei
- Enzo Tortora
- Gianni Toti
- Marco Travaglio
- Claudio Treves
- Antonello Trombadori
- Gaetano Tumiati
- Augusto Turati
- Filippo Turati
- Luigi Ugolini
- Leo Valiani
- Raf Vallone
- Valerio Varesi
- Vauro Senesi
- Elio Veltri
- Walter Veltroni
- Franco Venturi
- Amleto Vespa
- Bruno Vespa
- Mitì Vigliero Lami
- Demetrio Volcic
- Mario Zagari
- Sergio Zanetti
- Cesare Zavattini
- Tullia Zevi
- Alvise Zorzi
- Lucia Zorzi
- Vittorio Zucconi
- Marco Zunino